# Saint-Juéry (Tarn)
Saint-Juéry település Franciaországban, Tarn megyében. Lakosainak száma 6575 fő (2022. január 1.). Saint-Juéry Arthès, Albi, Cambon, Cunac, Lescure-d’Albigeois, Saint-Grégoire és Bellegarde-Marsal községekkel határos.

## Népesség
A település népessége az elmúlt években az alábbi módon változott:
| Lakosok száma | 6749 | 6835 | 6933 | 6818 | 6760 | 6694 | 6627 | 6600 | 6575 |
|               | 2013 | 2015 | 2016 | 2017 | 2018 | 2019 | 2020 | 2021 | 2022 |